# Joseph Melling
Pour les articles homonymes, voir Melling.
Joseph Melling, né le 27 décembre 1724 à Saint-Avold et décédé le 23 décembre 1796 à Strasbourg, est un peintre d'origine lorraine qui se forma à Paris auprès de Carle van Loo et François Boucher, puis fut actif à la cour de Karlsruhe (Allemagne) pendant une vingtaine d'années avant de s'établir à Strasbourg (Basse-Alsace) à partir de 1774. Il est l'auteur de portraits et de scènes historiques et religieuses. Second prix de Rome en 1749.

## Biographie
Fils d'un sculpteur en menuiserie, il entra chez les Augustins de Sarrelouis pour apprendre le latin. Joseph Melling est l'oncle d'Antoine Ignace Melling. Il monta à Paris et travailla chez un sculpteur d'ornements. Il fut reçu comme élève de Charles André van Loo (1705-1765), et remporta le premier prix de dessin de l'Académie royale de peinture et de sculpture. Il fut recommandé à François Boucher (1703-1770) qui le mit en état de remporter le premier prix de Rome en 1750. Il entra à l'école des élèves protégés de van Loo et y resta jusqu'en 1755. Au moment de partir pour Rome, il s'engagea au service d'une cour allemande et y travailla longtemps sans en tirer beaucoup de bénéfice. Il se rendit avec sa famille à Strasbourg pour y fonder une école de dessin, et réalisa dans cette ville de nombreuses peintures en tous genres.

## Œuvres

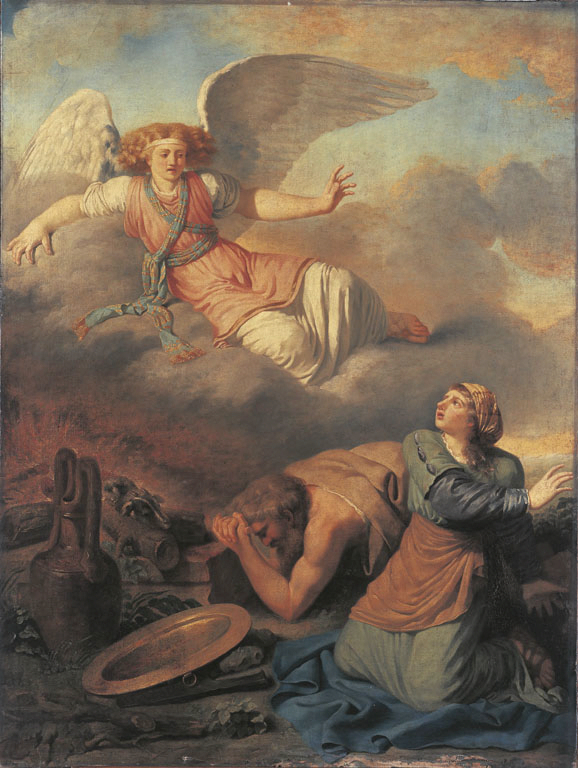
Laban donne sa fille à Jacob, second prix de Rome, 1750, Paris, École nationale supérieure des beaux-arts.

- Portrait présumé de l'artiste par lui-même, Musée des Arts décoratifs de Strasbourg
- Portrait de femme âgée, 1774
- Portrait de deux époux, 1776, Musée des Arts décoratifs de Strasbourg
- Portrait du docteur Isaac Ottmann, 1778 Musée des Arts décoratifs de Strasbourg
- Portrait de Catherine-Léonie Staedel (épouse du docteur Ottmann), 1778 Musée des Arts décoratifs de Strasbourg
- Portrait de l'épouse de l'Ammeister P.-J. Staedel, 1778 Musée historique de Strasbourg ?
- Portrait d'homme, Musée des beaux-arts de Strasbourg
- Les six vertus civiques, 1796 ? (six allégories dans le Salon des évêques, Palais Rohan (Strasbourg)
- L'apothéose du prince Maximilien (palais du gouverneur militaire Strasbourg)
- Portrait d'une jeune artiste, n. d. (coll. priv.)[2]